# 王晨星
王晨星（おう しんせい、ワン・チェンシン、1991年7月15日 - ）は、中国の囲碁棋士。遼寧省出身、中国囲棋協会に所属、五段。穹窿山兵聖杯世界女子囲碁選手権優勝、黄龍士双登杯で8連勝など。夫は囲碁棋士の劉星七段。

## 経歴
撫順市生まれ。6歳の時に撫順樹国囲棋学校で任樹国により囲碁を学ぶ。2002年に北京の聶衛平囲棋道場入り。2004年に国家囲棋青少年集訓隊入り。2006年初段、大理旅遊杯世界女子プロ囲碁選手権戦出場。2008年国家囲棋集訓隊入りし小星星と呼ばれた。同年女子新人王戦ベスト4、富士通杯U15少年プロ囲棋戦女子部優勝、全国囲棋個人戦女子部優勝。2009年正官庄杯で3人抜き、全国智力運動会女子個人戦優勝、二段。
2010年アジア競技大会で女子団体戦銀メダル。2012年黄龍士双登杯で中国1番手として登場、8連勝を飾って中国優勝の立役者となり、これにより五段昇段。同年建橋杯女子囲棋公開戦優勝。2013年穹窿山兵聖杯で世界戦初優勝。2015年Mlily夢百合杯世界囲碁オープン戦出場しベスト32。
2016、2017年に穹窿山兵聖杯で連続準優勝。2016年10月、劉星七段と結婚。呉清源杯世界女子囲碁選手権で2019、22年に準優勝。
全国智力運動会、全国囲棋選手権の女子団体戦、女子甲級リーグでは江蘇省チームで出場。2017年は妊娠のため休場。中国棋士ランキングでは2011年139位、2022年78位。2015年韓国女子リーグ戦にポスコケムテクチームで出場。趣味は読書。

### タイトル歴
- 穹窿山兵聖杯世界女子囲碁選手権 2013年
- 全国囲棋個人戦女子部 2008、15年
- 富士通杯U15少年囲棋戦女子部 2008年
- 全国智力運動会女子個人戦 2009、2012年
- 全国体育大会 女子個人戦 2010年
- 建橋杯女子囲棋公開戦 2012、2018年

### その他の棋歴
国際棋戦
- 穹窿山兵聖杯世界女子囲碁選手権 準優勝 2016、2017年
- 呉清源杯世界女子囲碁選手権 準優勝 2019、2022年、ベスト4 2021年
- アジア競技大会 2010年女子団体戦銀メダル
- スポーツアコードワールドマインドゲームズ 2013年女子個人戦準優勝、男女ペア戦優勝（周睿羊とペア）
- IMSA世界マスターズ選手権戦 2019年準優勝（4-1）
- 日中韓ペア碁名人選手権 優勝 2013年（常昊とペア）、2019年（范廷鈺とペア）
- 正官庄杯世界女子囲碁最強戦 2009年 3-1（○金侖映、○吉田美香、○尹智熙、×青木喜久代）
- 黄龍士双登杯世界女子囲棋勝抜戦
  - 2012年 8-1（○吉田美香、○李瑟娥、○向井千瑛、○朴志娟、○矢代久美子、○金惠敏、○万波奈穂、○朴鋕恩、×謝依旻）
  - 2013年 0-1（×崔精）
  - 2014年 1-0（○朴鋕恩）
  - 2015年 0-1（×呉政娥）
  - 2016年 3-1（○朴志娟、○王景怡、金恵敏、×藤沢里菜）
  - 2018年 0-1（×崔精）
- 華頂茶業杯世界女流囲碁団体戦（天台山農商銀行杯）
  - 2012年 2-1（○謝依旻、×朴鋕恩、○黒嘉嘉）
  - 2013年 2-1（○金彩瑛、○張正平、×向井千瑛）
  - 2014年 2-1（×金恵敏、○黒嘉嘉、○謝依旻）
  - 2016年 2-1（○向井千瑛、×呉侑珍、○張正平）
  - 2019年 2-1（×呉侑珍、○謝依旻、○兪俐均）

国内棋戦
- 建橋杯女子新人王戦 準優勝 2010年
- 建橋杯女子囲棋公開戦 準優勝 2013年
- 全国囲棋個人戦女子部 2010年3位、2016年2位、2019年2位
- 全国智力運動会
  - 2009年 女子団体戦5位（江蘇省）
  - 2011年 女子団体戦4位（江蘇省）、女子快棋戦5位
  - 2015年 女子団体戦優勝（江蘇省）、女子個人戦3位
  - 2019年 女子団体戦優勝（江蘇省）、女子個人戦2位
- リコー杯囲棋混双戦 2014年優勝（時越とペア）、2015年準優勝（時越とペア）
- 全国運動会 2021年混合ペア碁戦3位（羋昱廷とペア）
- 百霊杯戦
  - 2010年 1-1（○劉小光、×馬暁春）
  - 2011年 0-1（×曹大元）
- 全国囲棋選手権戦女子団体戦（2013年から中国女子囲棋甲級リーグ戦）
  - 2009年（江蘇、3位）
  - 2012年（江蘇）4-3
  - 2013年（天域园林江蘇、1位）10-4
  - 2014年（天域园林江蘇、1位）11-3（最佳礼儀賞）
  - 2015年（天域生態江蘇、1位）15-3（最多勝）
  - 2016年（天域生態江蘇、1位）12-6
  - 2018年（天域生態江蘇、1位）8-2
  - 2019年（江蘇致運、1位）15-3
  - 2020年（江蘇致運）11-6
  - 2021年（江蘇致運、1位）12-5

その他
- 韓国女子囲碁リーグ
  - 2015年（浦項ポスコ・ケムテク）3-1
  - 2016年（浦項ポスコ・ケムテク）7-3
  - 2018年（浦項ポスコ・ケムテク）5-2
  - 2019年（浦項ポスコ・ケムテク）5-5